# Carl Philipp Emanuel Bach
Carl Philipp Emanuel Bach (Weimar, 8 marzo 1714 – Amburgo, 14 dicembre 1788) è stato un compositore, organista e clavicembalista tedesco, fu il quinto e più famoso dei venti figli del celebre compositore Johann Sebastian Bach.

## Biografia
Battezzato Carolus Philippus Immanuel, era il secondo figlio maschio sopravvissuto di Johann Sebastian Bach e della sua prima moglie Maria Barbara. Georg Philipp Telemann fu suo padrino di battesimo. Nel 1717 la famiglia si recò a Köthen, dove il padre prese il posto di maestro di cappella. Dopo la morte della madre, avvenuta nel 1720, visse a Lipsia, dove Johann Sebastian diventerà Thomaskantor nella primavera del 1723. A dieci anni fu ammesso come studente alla Chiesa di San Tommaso; presso questa scuola fu allievo del padre, dal quale ricevette lezioni di tastiera e organo. Intraprese anche lo studio del violino e della viola, ma ebbe non poche difficoltà nel suonarli a causa del suo mancinismo.
Dal 1731 al 1734 studiò giurisprudenza all'Università di Lipsia. Dopo esser stato rifiutato come organista a Naumburg, nel settembre del 1734 si trasferì a Francoforte sull'Oder, dove entrò all'Università Viadrina; nel 1738 decise di concludere la sua carriera accademica per dedicarsi solamente a quella musicale.
Quindi nel 1740 fu nominato clavicembalista della cappella del re prussiano Federico II il Grande (non si sa se prima o dopo l'incoronazione del re prussiano avvenuta il 31 maggio 1740); precedentemente per un certo periodo aveva prestato servizio anche presso le cappelle dello stesso re a Ruppin e a Rheinsberg, dove studiò con l'allora maestro di cappella Carl Heinrich Graun e con il fratello Johann Gottlieb Graun. In questo periodo diventò uno dei clavicembalisti più noti d'Europa. Egli prestò continuamente l'attività di accompagnatore al clavicembalo di Federico II, flautista dilettante, dal 1740 al 1755 con uno stipendio iniziale di 300 talleri, che successivamente incrementò. Tuttavia Bach era ben lungi nell'arrivare a guadagnare quanto i suoi colleghi cantanti e concertisti (come Johann Joachim Quantz), i quali venivano ricompensati con stipendi notevolmente maggiori.
Contemporaneamente all'attività di clavicembalista egli si dedicò profondamente alla composizione; infatti le sue composizioni, che nel 1731 ammontavano già a circa 30 sonate e vari concerti per il suo strumento preferito, in questo periodo furono numerose: egli compose le Preußische Sonaten nel 1742 per Federico il Grande, le Württembergische Sonaten nel 1744 per il granduca di Württemberg, il Magnificat nel 1749, le Cantate di Pasqua nel 1756 e molte sinfonie, concerti e altri lavori sacri.
Nel 1743 iniziò a soffrire di gotta, che gli causò problemi per tutta la vita, e l'anno seguente si sposò con Johanna Maria Dannemann, figlia di un mercante berlinese di vino, dal loro matrimonio nacquero  tre figli, fra i quali si ricorda Johann Sebastian (1748-1778), il più giovane dei tre, che diventò pittore. Il 7 maggio 1747 vi fu il famoso incontro a Potsdam tra Johann Sebastian e il re prussiano, per il quale il padre aveva composto e dedicato l'Offerta Musicale BWV 1079. Tuttavia questo avvenimento non portò alcun miglioramento al posto che Carl Philipp Emanuel teneva a corte. Nel 1751 si recò a Bückeburg, dove dall'anno precedente era impiegato il fratellastro Johann Christoph Friedrich Bach come musicista di corte, e successivamente a Schaumburg-Lippe, dove dedicò al conte Wilhelm Friedrich Ernst, suo amico d'infanzia, due suoi trii. Sempre nello stesso anno fece visita al compositore Johann Mattheson ad Amburgo e forse anche al padrino Telemann.
Dopo la morte del padre, egli non riuscì a prendere il suo posto di Thomaskantor a Lipsia. Questo anno vide anche la pubblicazione della prima parte del suo trattato più noto, Versuch über die wahre Art das Clavier zu spielen (la seconda parte fu pubblicata sempre a Berlino nel 1762), un trattato sul modo di suonare il clavicembalo all'epoca in Germania. Nel 1755 il suo stile lezioso fu duramente criticato dal teorico e compositore tedesco Christoph Nichelmann nel proprio scritto Die Melodie, nach ihrem Wesen sowohl, als nach ihren Eigenschaften. Questo contrasto fra i due compositori si concluse con l'uscita di Nichelmann dalla corte berlinese e con la riduzione dello stipendio di Bach a 200 talleri.
Successivamente, attorno al 1760, dedicò alcune sonate e concerti per organo alla duchessa Anna Amalia di Brunswick-Wolfenbüttel. Tra il 1762 e il 1764 scrisse la maggior parte delle sue sinfonie e nel 1763 celebrò il Trattato di Hubertusburg, che concluse le ostilità della guerra dei sette anni tra Austria e Prussia, componendo la marcia h621(w188).
Nel marzo del 1768 successe a Telemann, morto il 25 giugno 1767, nella carica di direttore della musica e di cantore presso lo Johanneum di Amburgo; per aver ricevuto tale posto fu soprannominato il Hamburger Bach (Bach Amburghese). Durante il periodo amburghese (l'ultimo della sua vita) si dedicò principalmente alla composizione di musica sacra: infatti l'anno successivo portò a termine il suo oratorio Die Israeliten in der Wüste e tra il 1769 e 1788 mise in musica 20 passioni, un secondo oratorio, Die Auferstehung und Himmelfahrt Jesu, nonché 70 cantate, litanie, mottetti e altri lavori sacri. Per il clavicembalo scrisse sei volumi di sonate per gli intenditori e gli amatori. Egli morì nel 1788 ad Amburgo e qui fu sepolto nella Chiesa di San Michele. Dopo la sua morte i poeti Friedrich Gottlieb Klopstock e Johann Wilhelm Ludwig Gleim gli dedicarono un necrologio poetico.

## Vita privata
Ebbe tre figli: J August (1745-1789) avvocato, Anna Carolina (1746-1804) e il pittore Johann Sebastian Bach; quest'ultimo si recò a Roma e vi rimase diversi anni.

## Considerazioni sull'artista
Nella sua musica possono essere riscontrati i primi elementi del romanticismo, caratteristica che lo segnala come un compositore vincolato al Classicismo.
Durante la seconda metà del XVIII secolo la reputazione di Bach rimase molto elevata. Wolfgang Amadeus Mozart, il quale ebbe rapporti con il fratello Johann Christian Bach disse di Carl Philipp: "Egli è il padre, noi siamo i figli". La maggior parte dell'apprendimento musicale di Franz Joseph Haydn deriva dallo studio dei lavori del Bach di Amburgo. Ludwig van Beethoven ammirò e stimò profondamente il suo genio. Egli si occupò principalmente delle sue sonate per clavicembalo, le quali incisero in un'importante epoca nella storia della forma musicale. Lucide nello stile, delicate e morbide nell'espressione, in esse si denota libertà e varietà nella struttura; tuttavia non presentano un esatto contrasto formale, il quale, attraverso i compositori della scuola italiana, fu consolidato in una convenzione e sostituito da uno schema più flessibile, che venne maggiormente sviluppato dai grandi maestri della Scuola Viennese.
Il contenuto dei suoi lavori, sebbene sia carico di invenzioni, lascia un raggio emozionale abbastanza limitato, ma schietto. Fu probabilmente il primo compositore che fece uso di colori armonici per gusto personale dal tempo di Claudio Monteverdi, Orlando di Lasso e Carlo Gesualdo. Egli spianò quella strada che fu presa anche dai pionieri della Prima scuola viennese. Nel XIX secolo non fu particolarmente considerato; tuttavia compositori come Robert Schumann e Johannes Brahms, il quale tra l'altro pubblicò qualche suo lavoro, ebbero grande rispetto verso di lui. Tornato in auge il secolo scorso, attualmente esistono numerose incisioni dei suoi lavori.

## Composizioni principali

### Concerti per tastiera e orchestra
- Concerto per tastiera e orchestra in la minore, Wq. 1, H. 403
- Concerto per tastiera e orchestra in mi bemolle maggiore, Wq. 2, H. 404
- Concerto per tastiera e orchestra in sol maggiore, Wq. 3, H. 405
- Concerto per tastiera e orchestra in sol maggiore, Wq. 4, H. 406
- Concerto per tastiera e orchestra in do minore, Wq. 5, H. 407
- Concerto per tastiera e orchestra in sol minore, Wq. 6, H. 409
- Concerto per tastiera e orchestra in la maggiore, Wq. 7, H. 410
- Concerto per tastiera e orchestra in la maggiore, Wq. 8, H. 411
- Concerto per tastiera e orchestra in sol maggiore, Wq. 9, H. 412
- Concerto per tastiera e orchestra in re maggiore, Wq. 11, H. 414
- Concerto per tastiera e orchestra in la maggiore, Wq. 12, H. 415
- Concerto per tastiera e orchestra in re maggiore, Wq. 13, H. 416
- Concerto per tastiera e orchestra in mi maggiore, Wq. 14, H. 417
- Concerto per tastiera e orchestra in do maggiore, Wq. 15, H. 418
- Concerto per tastiera e orchestra in re minore, Wq. 17, H. 420
- Concerto per tastiera e orchestra in re maggiore, Wq. 18, H. 421
- Concerto per tastiera e orchestra in la maggiore, Wq. 19, H. 422
- Concerto per tastiera e orchestra in do maggiore, Wq. 20, H. 423
- Concerto per tastiera e orchestra in re minore Wq. 23, H. 427
- Concerto per tastiera e orchestra in mi minore, Wq. 24, H. 428
- Concerto per tastiera e orchestra in si bemolle maggiore, Wq. 28, H. 434
- Concerto per tastiera e orchestra in la maggiore, Wq. 29, H. 437
- Concerto per tastiera e orchestra in do minore, Wq. 31, H. 441
- Concerto per tastiera e orchestra in re maggiore, Wq. 43/2, H. 472
- Concerto per tastiera e orchestra in do minore, Wq. 43/4, H. 474
- Concerto per tastiera e orchestra in sol maggiore, Wq. 44, H. 477
- Concerto per tastiera e orchestra in re maggiore, Wq. 45, H. 478
- Concerto per due tastiere e orchestra in sol maggiore, Wq. 46, H. 408
- Concerto per tastiera e orchestra in do maggiore, Wq. 112/1, H. 190

### Lavori strumentali
- Concerto in re minore per flauto, orchestra d'archi e basso continuo H 425 (Wq22) (1747)
- Concerto in la maggiore per flauto, orchestra d'archi e basso continuo H 438 (Wq168) (1753)
- Concerto in sol maggiore per flauto, orchestra d'archi e basso continuo H 445 (Wq169) (1755)
- Concerto in si bemolle maggiore per oboe, orchestra d'archi e basso continuo H 466 (Wq164)
- Concerto in la maggiore per violoncello e orchestra H 439 (Wq172) (1753)
- Concerto in la minore per violoncello e orchestra H 432 (Wq170) (1750)
- 6 Sinfonie per archi Wq182
- 4 Sinfonie orchestrali a 12 voci obbligate Wq183
- Marcia per 3 trombe e timpani
- Concerto in do minore per oboe, orchestra d'archi e basso continuo
- Quartetto in la minore wq 93 (h537)
- Quartetto in re maggiore wq 94 (h538)
- Quartetto in sol maggiore wq 95 (539)
- Concerto in si bemolle maggiore per violoncello e orchestra wq 167
- Sinfonia in do maggiore Wq174 (H649)
- Sinfonia in fa maggiore Wq175 (H650)
- Sinfonia in re maggiore Wq176 (H651)
- Sinfonia in mi minore Wq178 (H653)
- Sinfonia in mi bemolle maggiore Wq179 (H654)
- Sinfonia in fa maggiore Wq181 (H656)
- Magnificat Wq 215, (H.772)

### Musica per tastiera sola
- 6 sonate per cembalo (Preußische Sonaten) (in fa maggiore, in si bemolle maggiore, in mi maggiore, in do minore, in do maggiore, in la maggiore; 1740-2)
- 6 sonate per cembalo (Württembergische Sonaten) (in la minore, in la bemolle maggiore, in mi minore, in si bemolle maggiore, in mi bemolle maggiore, in si minore; 1742-3)
- 6 sonate per cembalo (Sechs Sonaten für Clavier mit veränderten Reprisen) (in fa maggiore, in sol maggiore, in la minore, in re minore, in si maggiore, in do minore; 1758-9)
- 6 sonate per cembalo (Fortsetzung von Sechs Sonaten fürs Clavier) (in do maggiore, in si maggiore, in do minore, in re minore, in sol maggiore, in sol minore; 1758-60)
- 6 sonate per cembalo (Zweyte Fortsetzung von Sechs Sonaten fürs Clavier) (in mi maggiore, in re minore, in sol minore, in fa minore, in mi maggiore, in mi minore; 1744-62)
- 6 sonate per cembalo (Sechs leichte Clavier-Sonaten) (in do maggiore, in si maggiore, in la minore, in re maggiore, in do maggiore, in fa maggiore; 1762-4)
- 6 sonate per cembalo (Six sonates pour le claveçin à l'usage des dames) (in fa maggiore, in do maggiore, in re minore, in si maggiore, in re maggiore, in la maggiore; 1765-6)
- Solfeggietto in do minore (1766)
- 6 sonate per cembalo con rondò (Sechs Clavier-Sonaten für Kenner und Liebhaber) (in do maggiore, in fa maggiore, in si minore, in la maggiore, in fa maggiore, in sol maggiore; 1758-74)
- 6 sonate per cembalo con rondò (Clavier-Sonaten nebst einigen Rondos) (rondò in do maggiore, sonata in sol maggiore, rondò in re maggiore, sonata in fa maggiore, rondò in la minore, sonata in la maggiore; 1774-80)
- 6 sonate per cembalo con rondò e fantasie (Clavier-Sonaten und freye Fantasien nebst einigen Rondos) (ròndò in la maggiore, sonata in sol o mi maggiore, rondò in mi maggiore, sonata in mi minore, rondò in si maggiore, fantasia in mi maggiore, fantasia in la maggiore; 1779-82)
- 6 sonate per cembalo con rondò e fantasie (Clavier-Sonaten und freye Fantasien nebst einigen Rondos) (sonata in mi minore, rondò in so maggiore, sonata in si maggiore, rondò in do minore, fantasia in fa maggiore, fantasia in do maggiore) (1779-84)
- 6 sonate per cembalo con rondò e fantasia (Clavier-Sonaten und freye Fantasien nebst einigen Rondos) (rondò in mi maggiore, sonata in re maggiore, fantasia in si maggiore, rondò in re minore, sonata in mi minore, fantasia in do maggiore; 1785-6)

## Strumenti
C.P.E.Bach usava per le sue esibizioni strumenti (clavicordo e fortepiano) costruiti da Gottfried Silbermann, un famoso costruttore di strumenti a tastiera di quel tempo. Nel 2020 il moderno costruttore di pianoforti Paul McNulty ha costruito la copia di uno strumento di Gottfried Silbermann del 1749,  per Malcolm Bilson.

## Registrazioni
- Edna Stern, Amandine Beyer. Carl Philipp Emanuel Bach. 4 Sonatas for Violin and fortepiano. Fortepiano Walter (Paul McNulty)
- Les Adieux, Andreas Staier. Carl Philipp Emanuel Bach. Chamber Music - Quartets for Fortepiano. Fortepiano (Christopher Clarke)
- Gustav Leonhardt. Carl Philipp Emanuel Bach. Concerto No 1 in D Minor. Clavicembalo Blanchet (Down)
- Ana-Marija Markovina, The complete works for piano solo, pianoforte, Hänssler Classic